# 柬埔寨国家博物馆
柬埔寨国家博物馆（英語：National Museum of Cambodia）是一座位于柬埔寨金边的国家博物馆。

## 历史

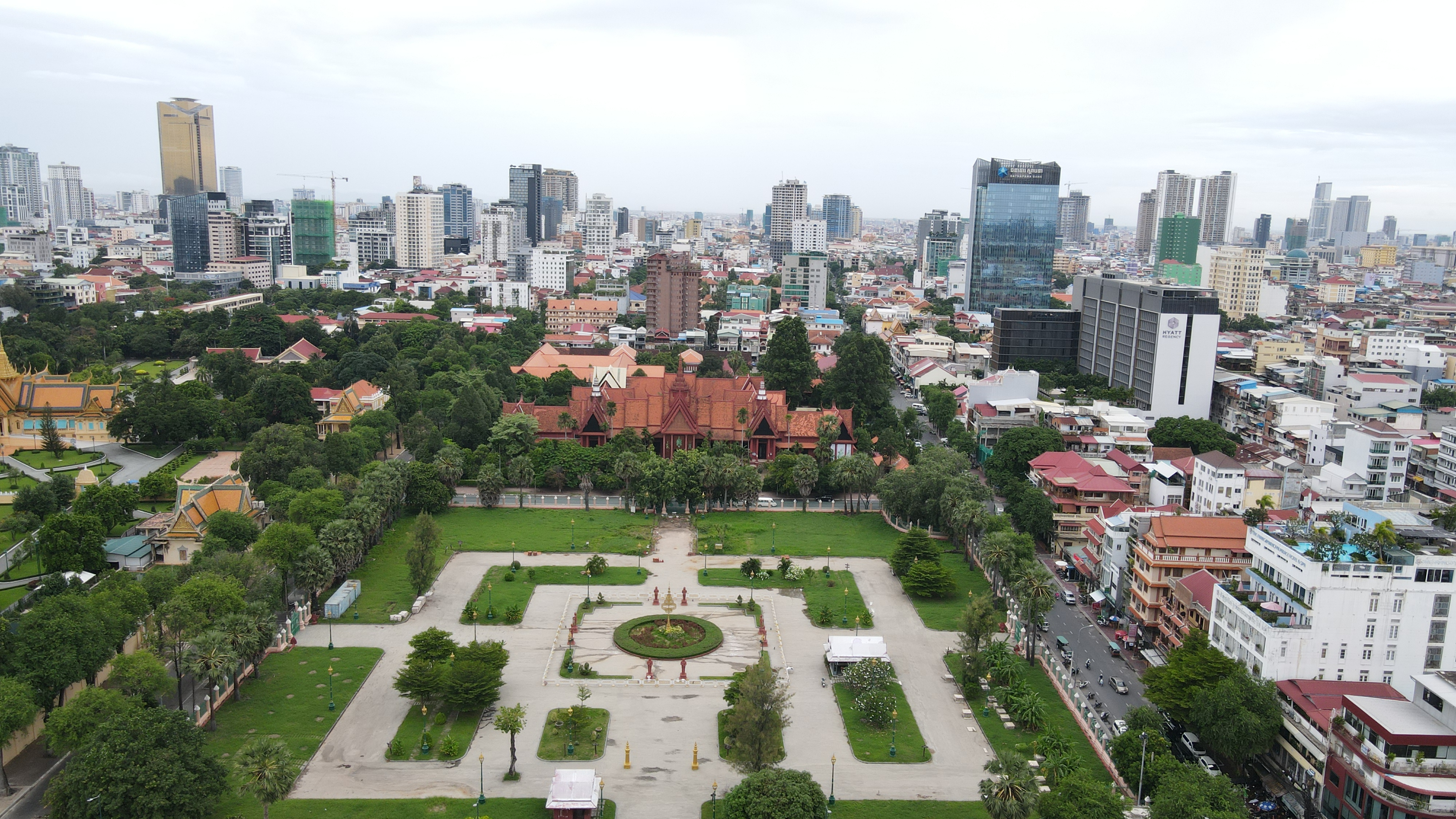
鸟瞰图

博物馆有超过14,000件藏品，是最大的柬埔寨艺术收藏场所。

## 画廊

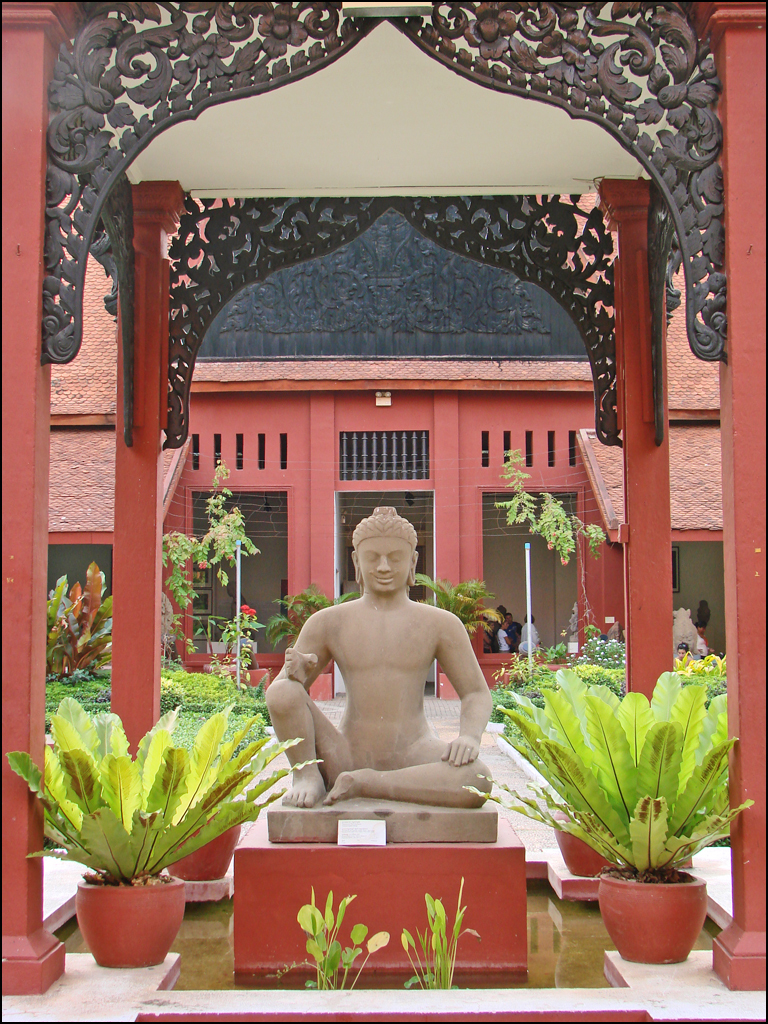
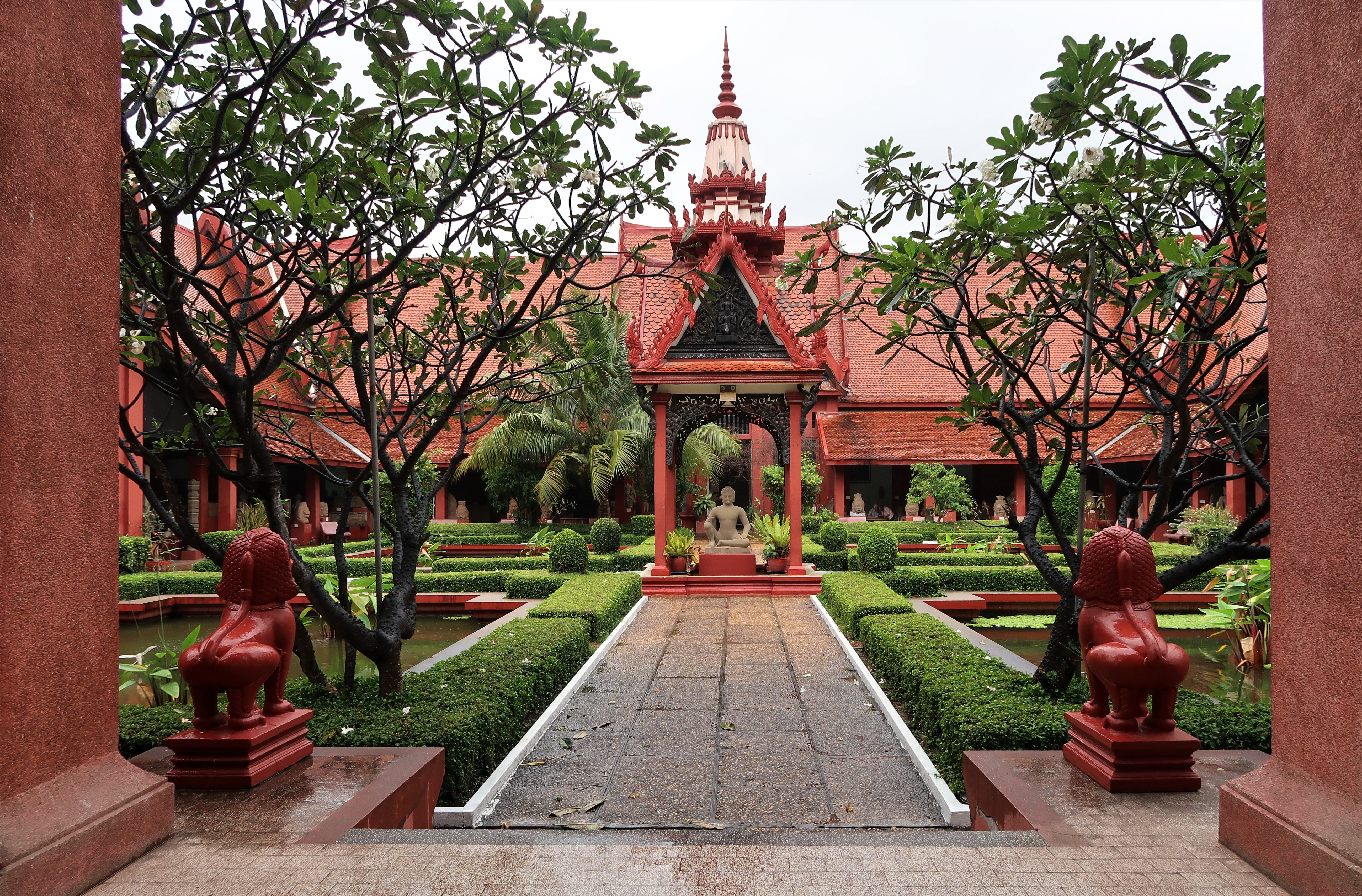
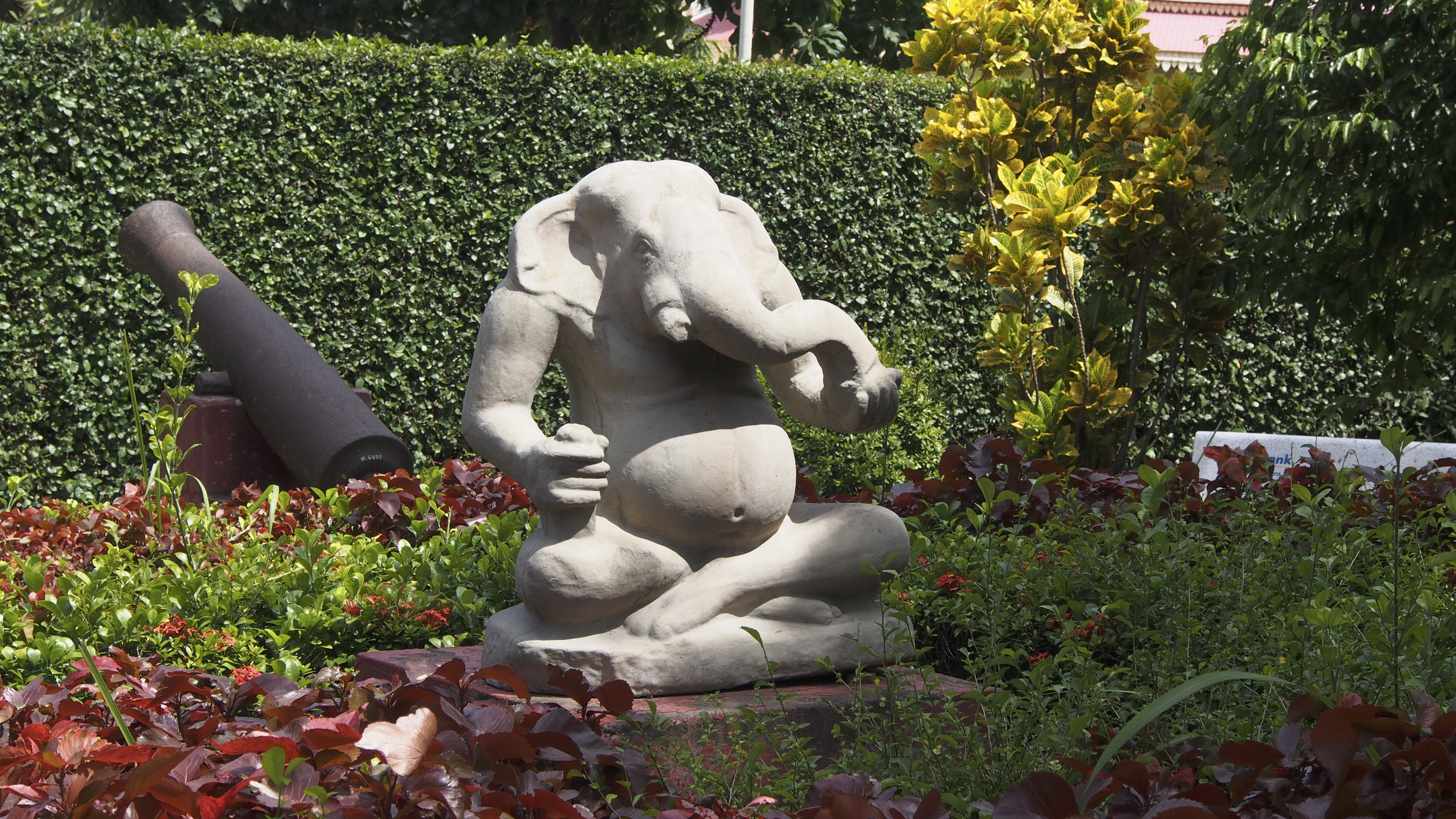
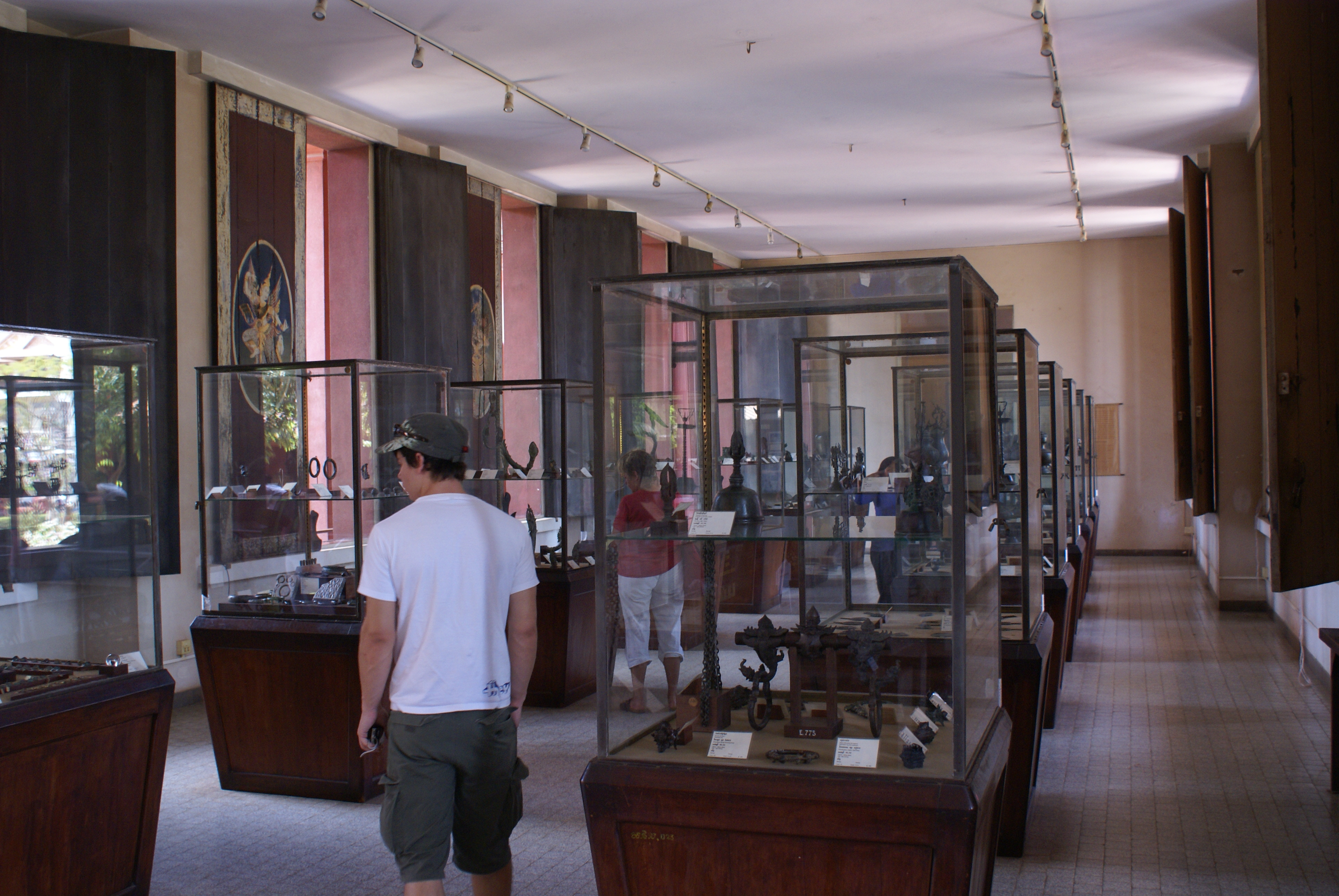
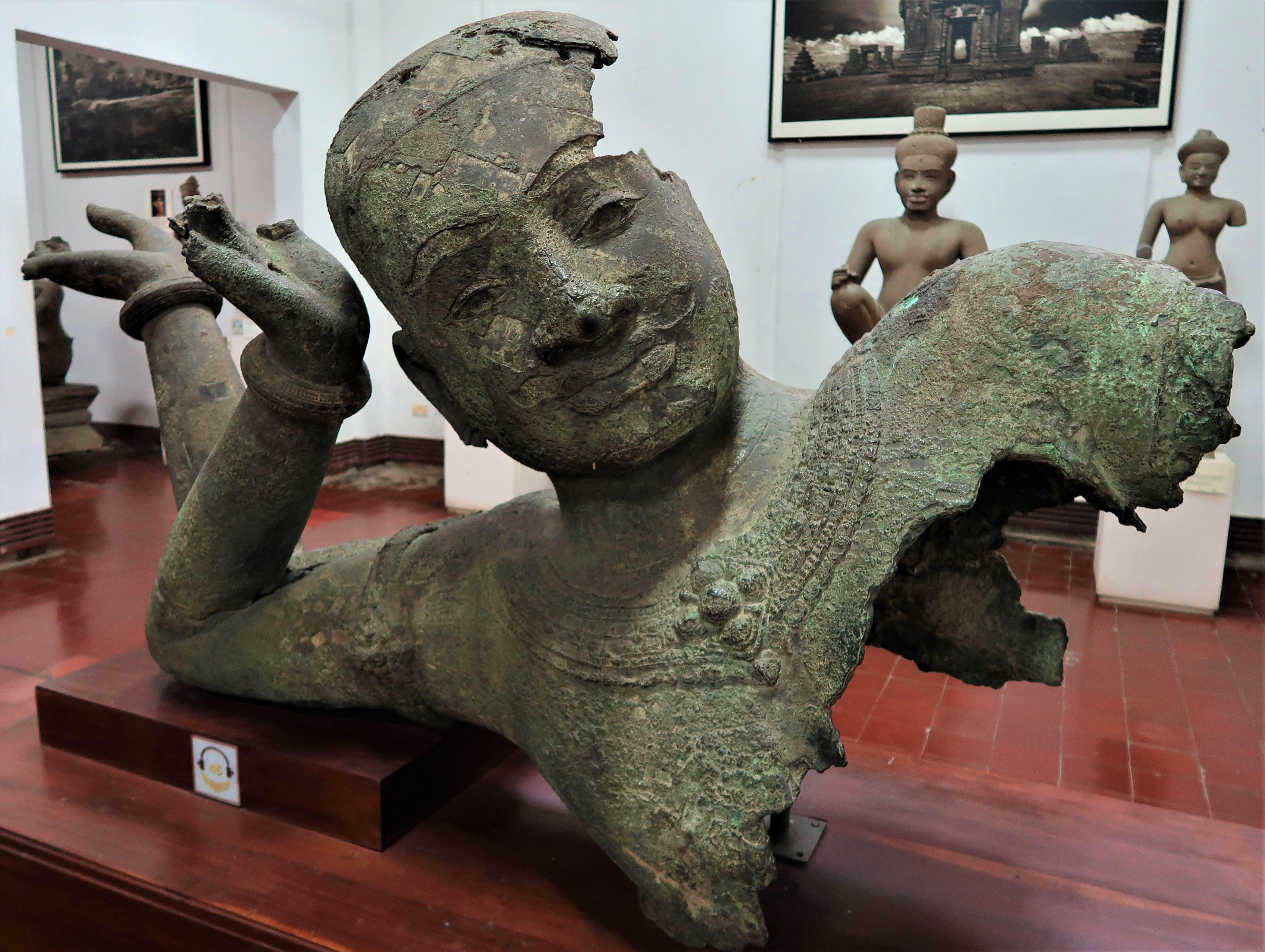
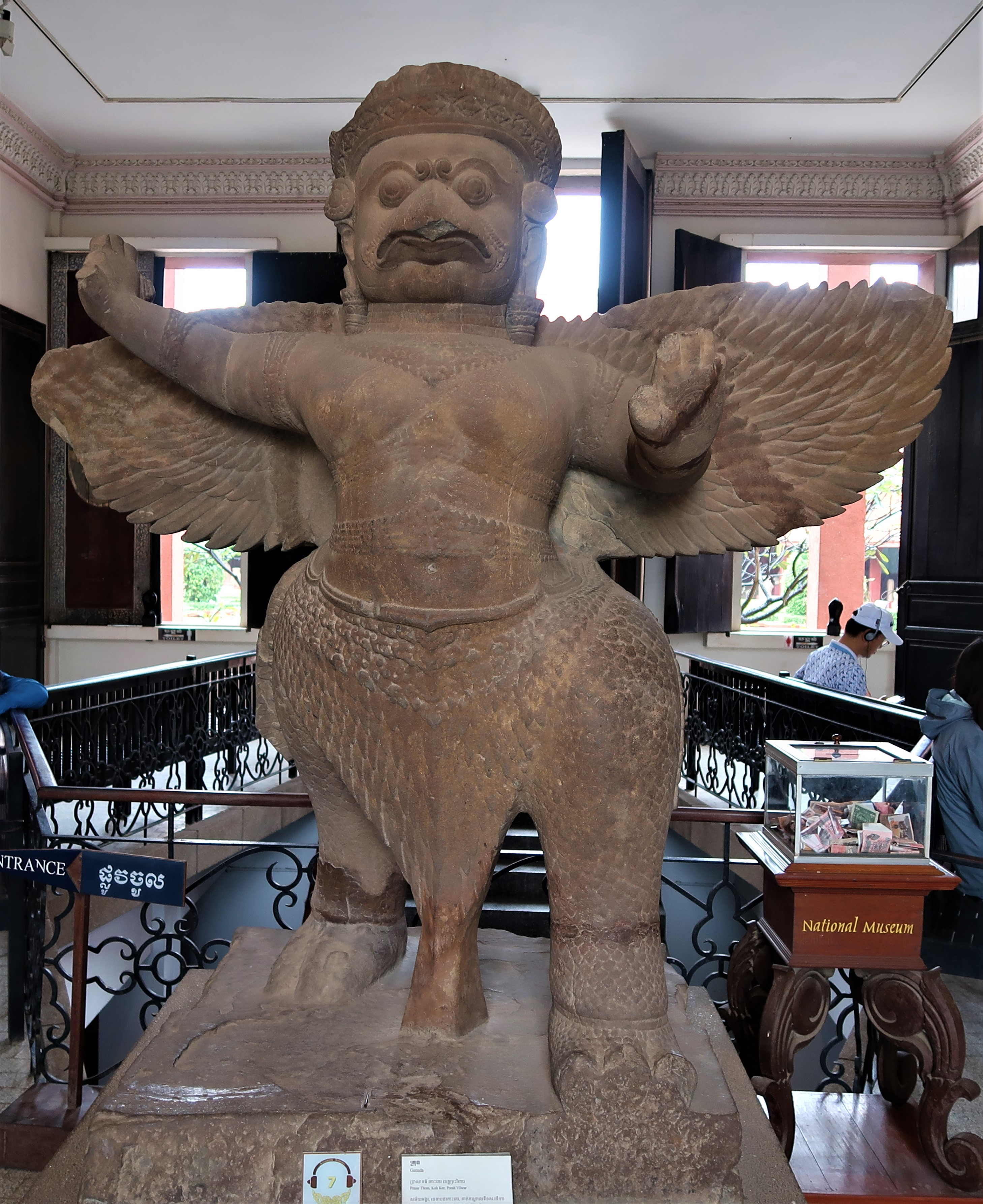
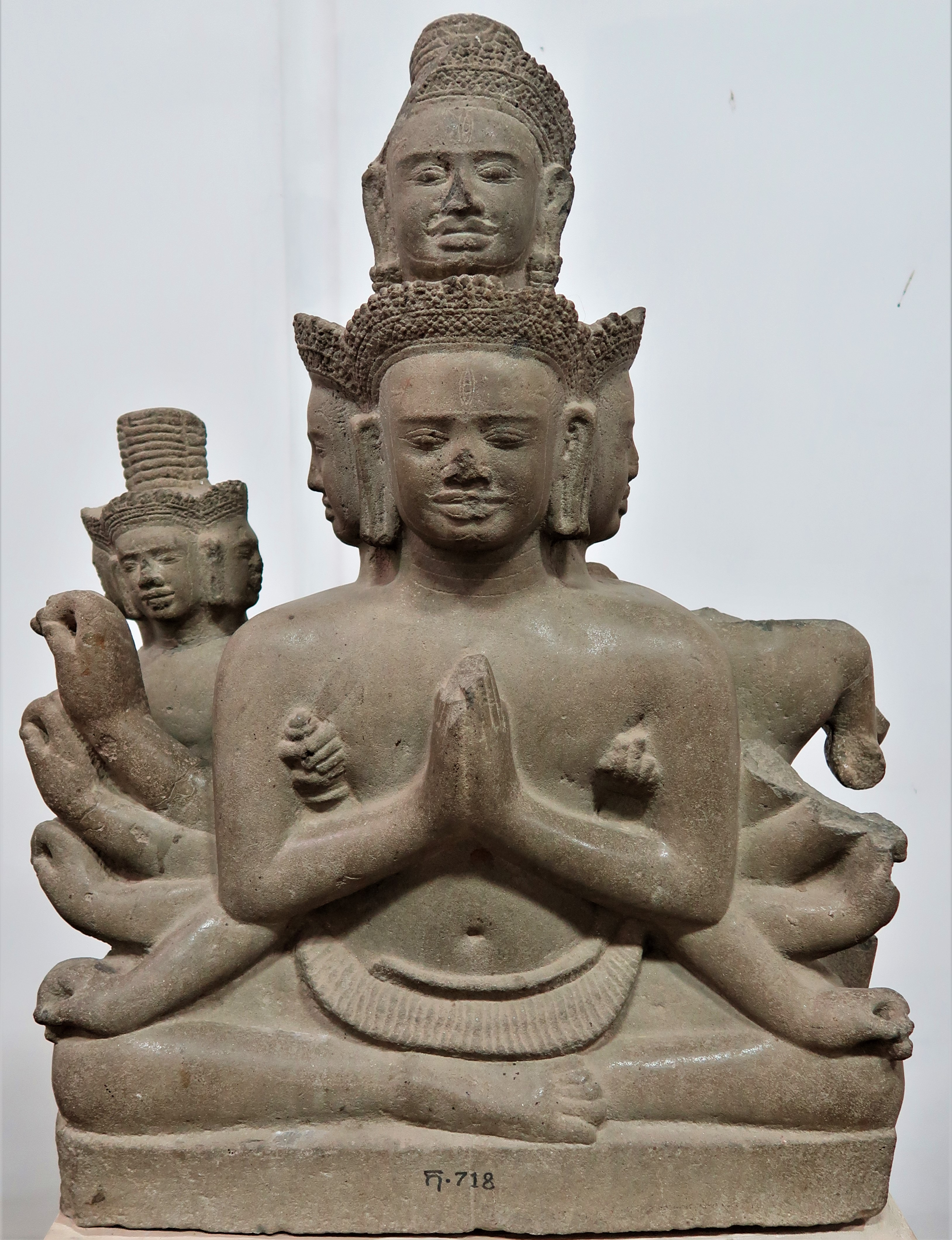
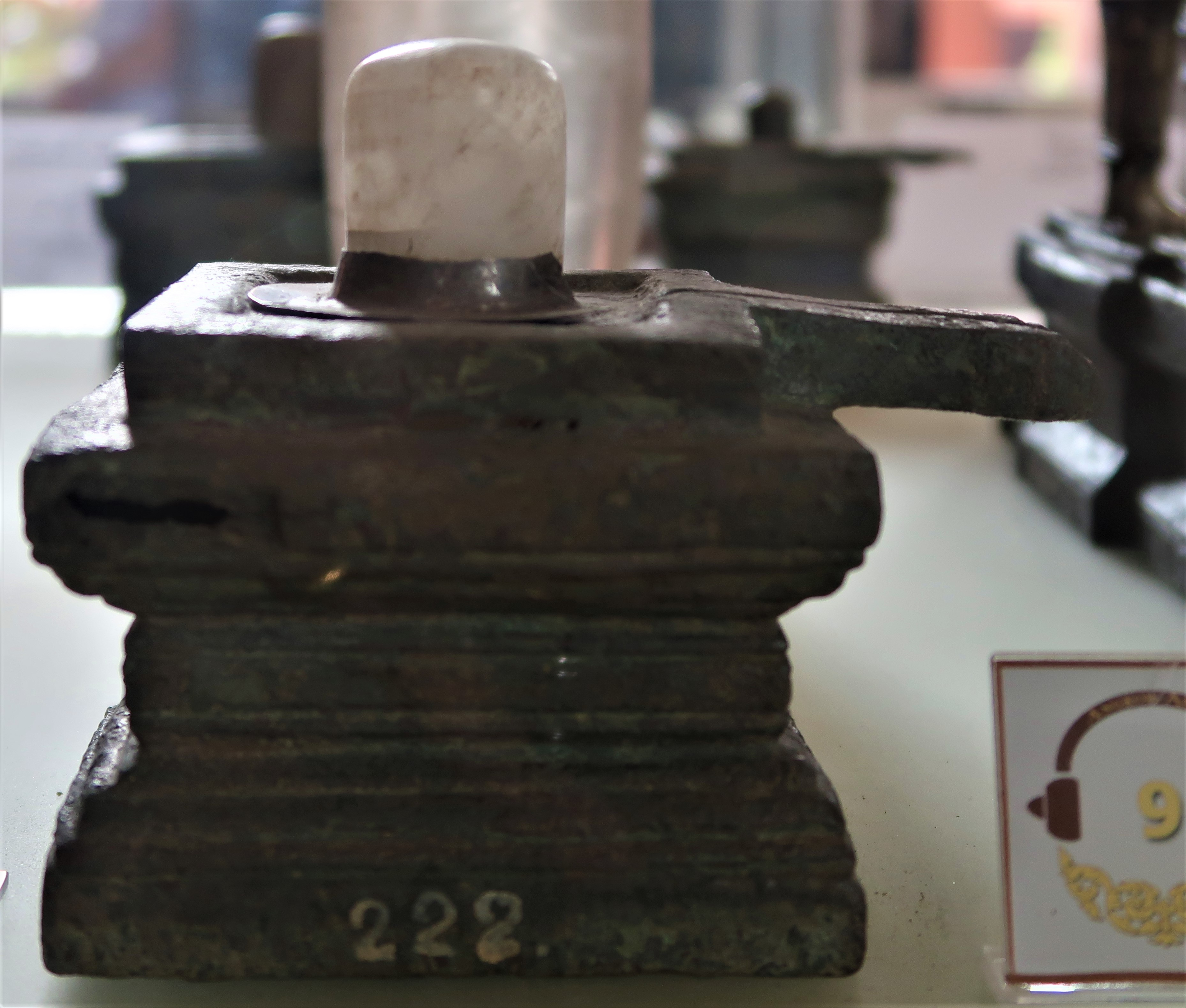
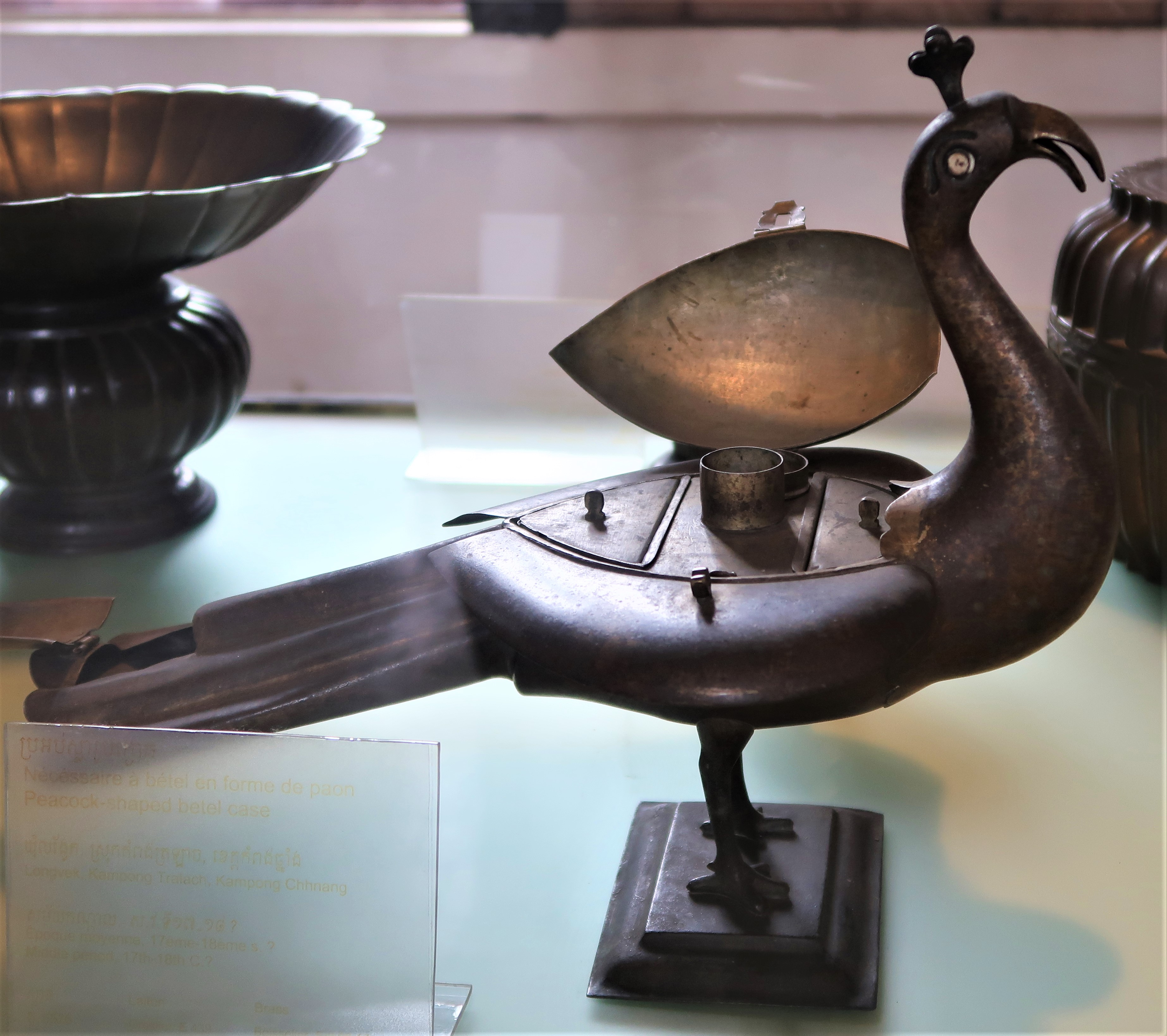
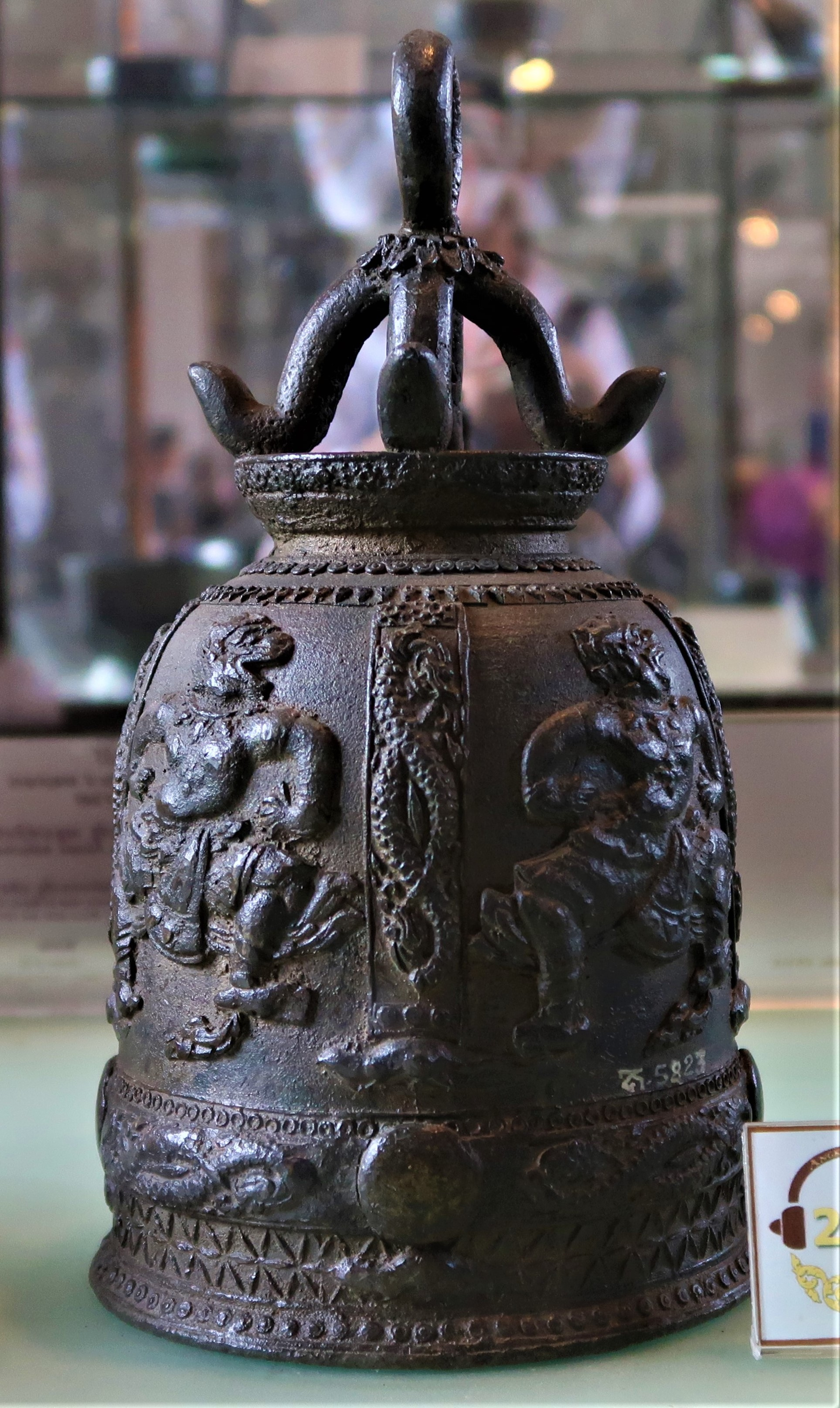